# Jacques Doucet (schilder)
Jacques Doucet (Boulogne-sur-Seine, 1924 - Parijs, 1994) was een Frans kunstschilder.
In de Tweede Wereldoorlog was Doucet een politiek gevangene. Deze ervaring had een grote invloed op zijn latere werk. Na de oorlog ontmoette hij Corneille in Boedapest. Corneille introduceerde hem in de Experimentele Groep in Holland. Na lid te zijn geworden van Le Surréalisme Révolutionnaire, sloot hij zich in 1948 aan bij de Cobra-beweging.
Zijn werk kenmerkt zich door een abstract expressionisme, waarbij hij zijn verf zwaar opbracht.
- Bibliothèque nationale de France: cb11900498h (data)
- Digitale Bibliotheek voor de Nederlandse Letteren: douc002
- Gemeinsame Normdatei: 119219778
- International Standard Name Identifier: 0000 0001 2143 4586
- KulturNav: 051ddd6e-fab5-41bd-8086-e7271020dfef
- Library of Congress Control Number: n50026961
- Musée national d'archéologie, d'histoire et d'art: lkl000727
- Nationale Bibliotheek van Israël: 987007506284005171
- Nederlandse Thesaurus van Auteursnamen: 07105376X
- RKD-Nederlands Instituut voor Kunstgeschiedenis: 23994
- LIBRIS: 286363
- Système universitaire de documentation: 026835975
- Union List of Artist Names: 500096384
- Virtual International Authority File: 91341448
- WorldCat: E39PBJv4hWcHcwKHdgMcW6jpyd